# Kanton Yutz
Kanton Yutz (fr. Canton d'Yutz) je francouzský kanton v departementu Moselle v regionu Grand Est. Tvoří ho 23 obcí a část města
Thionville. Před reformou kantonů 2014 ho tvořily 4 obce.

## Obce kantonu
od roku 2015:
- Basse-Rentgen
- Berg-sur-Moselle
- Beyren-lès-Sierck
- Boust
- Breistroff-la-Grande
- Cattenom
- Entrange
- Escherange
- Évrange
- Fixem
- Gavisse
- Hagen
- Hettange-Grande
- Illange
- Kanfen
- Manom
- Mondorff
- Puttelange-lès-Thionville
- Rodemack
- Roussy-le-Village
- Thionville (část)
- Volmerange-les-Mines
- Yutz
- Zoufftgen

před rokem 2015:
- Illange
- Manom
- Terville
- Yutz